# Флёрина, Евгения Александровна
Флёрина Евгения Александровна (18.11.1889 — 10.11.1952) — педагог, специалист по дошкольному воспитанию, доктор педагогических наук, профессор, член-корреспондент АПН РСФСР.

## Биография
В 1909 окончила Императорское Строгановское Центральное художественно-промышленное училище. В 1917 окончила трехгодичные педагогические курсы при обществе «Детский труд и отдых».
После Великой Октябрьской социалистической революции Флёрина вела научно-исследовательскую работу на 1-й Опытной станции по народному образованию НКП РСФСР.
В 1924 году начала преподавать во 2-м МГУ-МГПИ имени В. И. Ленина на педагогическом факультете. В 1926—1934 гг. работала в Академии коммунистического воспитания им. Н. К. Крупской. В 1944—1947 гг. работала в институте теории и истории педагогики.
Важное значени педагог уделяла игрушкам. Она предлагала создавать куклы, изображающие людей разных возрастов и разных профессий, кукол с набором белья и одежды. Также предлагала выпускать наборы с животными и игрушки, представляющие различные виды транспорта, военную и космическую техники.
Считала, что детям полезно не просто наблюдать за действием игрушек, но и самим управлять ими. Большое внимание уделяла сборно-разборным игрушкам, которые способствовали развитию конструкторских навыков у детей.
Флёрина разработала общие основы эстетического воспитания ребенка, которое должно было осуществляться с помощью картин и игрушек. Проанализировав около 500 тысяч детских рисунков и 15 тысяч образцов детской лепки, педагог определила критерии изучения душевного мира дошкольника, выражающегося в изобразительной деятельности. Выявила особенности восприятия дошкольниками живописи и графики, раскрыла своеобразие стиля детского рисования.
Много времени посвящала вопросам развития речи. Она считала, что воспитатель должен следить за правильным смысловым употреблением слова и произношением. Разработала классификацию детских книг, выделяя производственную, героическую, дидактическую и веселую.
Ряд исследований Флёриной был посвящен темам воспитания в детском саду. В качестве форм обучения предлагала использовать учебно-воспитательную работу в повседневной жизни. Дети сами должны были организовывать себе занятия.